# كريس هاني (لاعب كرة قاعدة)
كريس هاني (بالإنجليزية: Chris Haney) هو لاعب كرة قاعدة أمريكي، ولد في 19 نوفمبر 1968 في بالتيمور في الولايات المتحدة.

## وصلات خارجية
- كريس هاني على موقع دوري كرة القاعدة الرئيسي (الإنجليزية)
- كريس هاني على موقع الدوري الياباني لكرة القاعدة (الإنجليزية)
- كريس هاني على موقعبيزبول رفرنس.كوم (الدوري الرئيسي) (الإنجليزية)
- كريس هاني على موقعبيزبول رفرنس.كوم (الدوري الثانوي) (الإنجليزية)
- كريس هاني على موقع إي إس بي إن.كوم (أم.أل.بي) (الإنجليزية)
- كريس هاني على موقع مشجعي الرسوم البيانية (الإنجليزية)